# هنری کولر
هنری کولر (به انگلیسی: Henry Cuellar) نمایندهٔ حوزه انتخابیه تگزاس از حزب دموکرات ایالات متحده آمریکا در مجلس نمایندگان ایالات متحده آمریکا است که برای نخستین‌بار در ۸ ژانویه ۲۰۰۵ میلادی به‌عضویت این مجلس درآمد.